# 北村姉妹
北村姉妹は、（姉）まお（妹）みりによる姉妹ユニットの女性津軽三味線奏者。幼少より津軽三味線を習い舞台など数多く出演。津軽三味線の全国大会において、姉妹ともに団体の部優勝、個人の部優勝。正統津軽三味線の研鑽を積む傍ら、古くから伝わる民謡にアレンジを加え、息のあった三味線を奏でる唯一無二の姉妹ユニット。
最近では、和洋楽器の融合したバンドの活動や、海外からの演奏依頼、任天堂CMの主演に起用されるなど幅広く活躍中。

## プロフィール
北村まお（姉）
- 2008年「青森県郷土芸能協会主催」　津軽三味線の全国大会　団体の部　優勝
- 2009年「（公財）日本民謡協会主催」　津軽三味線の全国大会　ジュニアの部　優秀賞
- 2010年「青森県郷土芸能協会主催」　津軽三味線の全国大会　一般女子の部　優勝
- 「高松宮殿下記念 世界文化賞」　歓迎の夕べ（明治神宮本殿）にて奉納演奏
- スリランカ、イタリア、ドイツ、中国にて海外公演
- 任天堂WebCM、ショッピングモールCMに起用

北村みり（妹）
- 2008年「青森県郷土芸能協会主催」　津軽三味線の全国大会　団体の部　優勝
- 2009年「（公財）日本民謡協会主催」　津軽三味線の全国大会　ジュニアの部　準優勝
- 2013年「津軽三味線全日本金木主催」 　津軽三味線全国大会　中高生の部　優勝
- スリランカ、イタリア、ドイツ、中国にて海外公演
- 任天堂WebCM、ショッピングモールCMに起用

SAKURA J SOUNDS（AUN J CLASSIC ORCHESTRAの関連ユニット）、HEAVENESE（ジャパニーズゴスペルバンド）などの活動にも参加していた。
2018年に柴田佑梨・愛（柴田三兄妹）、白藤ひかり・武田佳泉（輝&輝）との6人組ユニットすず音を結成。同年、津軽三味線みちのく大会、津軽三味線競技会名古屋大会と続けて全国大会団体優勝を果たしている。

## TVCM出演
- 任天堂『Miitomo』（2016年）
- アリオ『冬のWoW』(2021年)
- アリオ『冬のWoW』(2024年) - ガチャピン・ムック共演